# Schwarzenberg (ród)
Schwarzenberg – nazwisko rodowe potężnej arystokratycznej czesko-austriackiej rodziny, która doszła do większego znaczenia w XVI wieku.

Książęta von Schwarzenberg

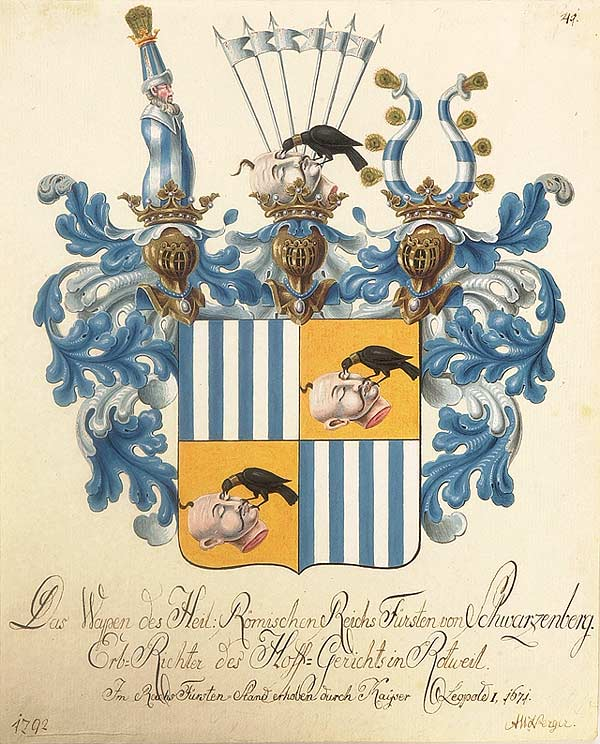
Herb książąt von Schwarzenberg na rycinie z roku 1792

## BaronowieSchwarzenberg
- 1429 – 1437 Erkinger (I)
- 1437 – 1469 Michael (II) i jego brat Sigismund (* 1430; † 1502) otrzymali Hohenlandsberg
- 1469 – 1499 Michael Młodszy (III)
- 1499 – 1510 Erkinger (III)
- 1510 – 1526 Wilhelm (I)
- 1526 – 1557 Wilhelm (III)
- 1557 – 1599 Adolf von Schwarzenberg, cesarski dowódca i założyciel do dziś używanego herbu.

## BaronowieHohenlandsberg
- 1437 – 1502 Sigismund (I)
- 1502 – 1528 Johann.
- 1528 – 1538 Christoph (I)
- 1538 – 1552 Wilhelm (II)
- 1552 – 1596 Christoph (II)

## Hrabiowie von Hohenlandsberg
- 1566 – 1596 Christoph (II.)
- 1596 – 1646 Georg Ludwig; po jego śmierci powrócili do Schwarzenbergu.

## Hrabiowie von Schwarzenberg

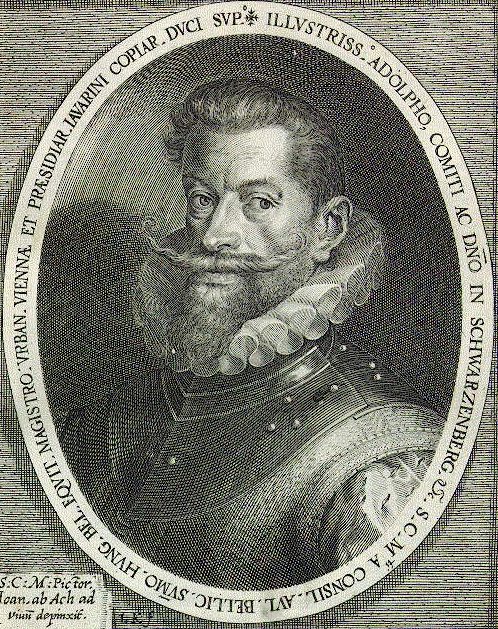
Adolf von Schwarzenberg (zm. 1600)

- 1599 – 1600 Adolf von Schwarzenberg. W 1599 roku za zwycięstwo w bitwie z Turkami Adolf Schwarzenberg otrzymał tytuł hrabiego Rzeszy i rozbudowę herbu o pole z głową Turka, któremu kruk wydziobuje oczy[1].
- 1600 – 1641 Adam von Schwarzenberg, doradca elektora Jerzego Wilhelma  Brandenburskiego.
- 1641 – 1670 Johann Adolf von Schwarzenberg.

## Książęta von Schwarzenberg
- Johann Adolf I von Schwarzenberg (1615-1683), od 1670  Książę von Schwarzenberg; jego żoną była hrabianka Maria Justina von Starhemberg, córka Ludwiga  von Starhemberg.
- Ferdinand Wilhelm Eusebius von Schwarzenberg (1652-1703), II książę zu Schwarzenberg.
- Adam Franz Karl von Schwarzenberg (1680-1732), III książę von Schwarzenberg. Jego żoną została księżniczka Eleonora von Lobkowitz, córka Ferdynanda Augusta, III księcia von Lobkowitz
- Joseph I von Schwarzenberg (1712-1782), IV książę von Schwarzenberg.
- Johann I von Schwarzenberg (1742-1789), V książę von Schwarzenberg.
- Joseph II von Schwarzenberg (1769-1833), VI książę von Schwarzenberg.
- Johann Adolf II von Schwarzenberg (1799-1888), VII książę von Schwarzenberg.
- Adolf Joseph (1832-1914), VIII książę von Schwarzenberg.
- Johann II. (1860-1938), IX książę von Schwarzenberg.

## Głowa rodu Schwarzenberg
- 1918 – 1938 Johann II.
- 1938 – 1950 Adolf
- 1950 – 1979 Joseph III.

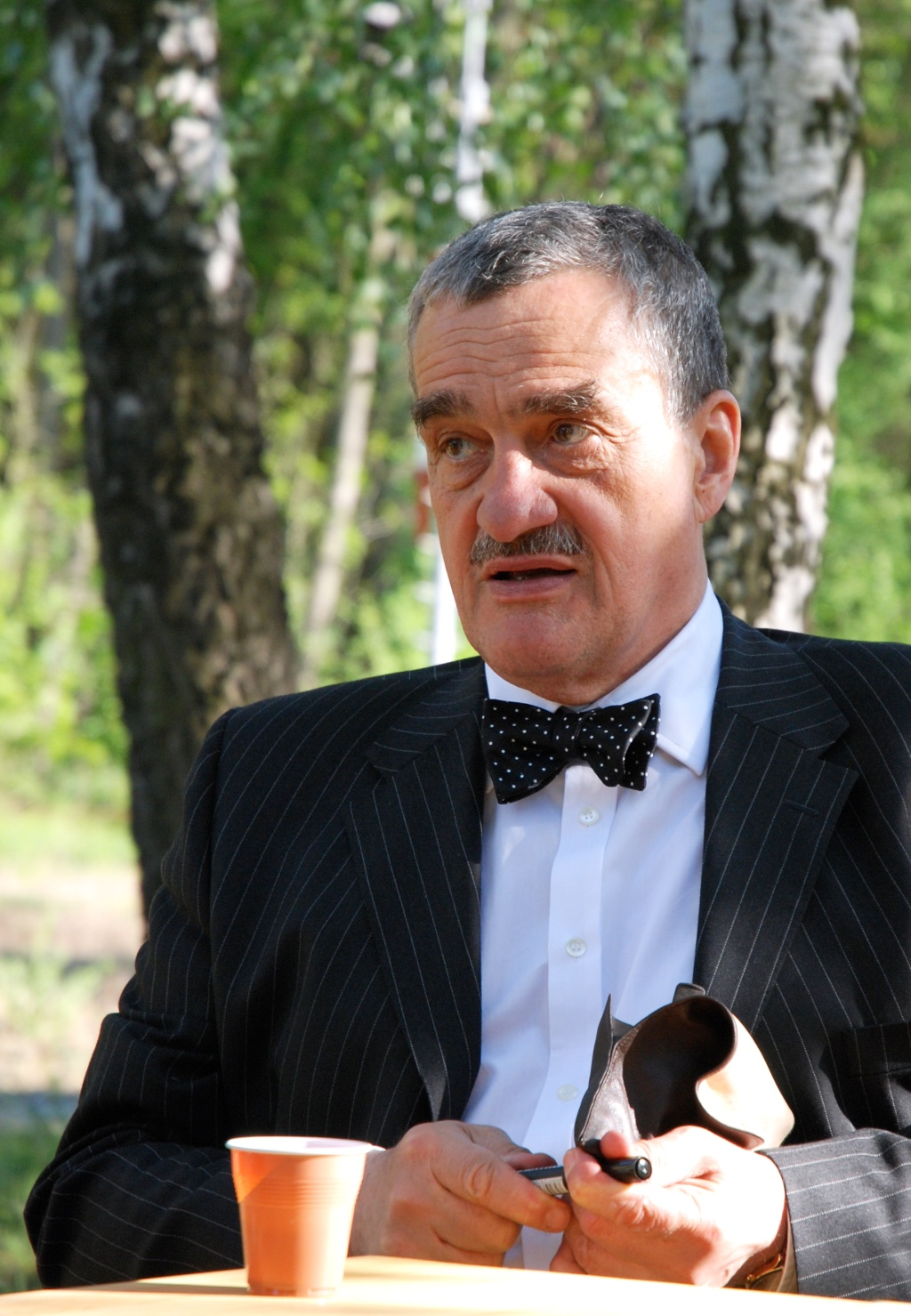
Karel Schwarzenberg

- 1979 – 2023 Karel Schwarzenberg lub  "Karl VII" (dzięki temu, że "adoptował" go Heinrich Schwarzenberg, Herzog von Krumau, ostatni przedstawiciel starszej linii rodu).
- Od 2023 Jan Nepomuk Schwarzenberg

## Znani krewni rodziny
- Karl Philipp Schwarzenberg (1771-1820) – książę, austriacki feldmarszałek, dyplomata.

## Literatura
- Anton Tannich: Die Münzen und Medaillen der Fürsten von Schwarzenberg. In: Schwarzenbergisches Jahrbuch 1938, S. 51 - 150.